# Isola Kazanskij
L'isola Kazansky è situata nei distretti centrale e dell'Ammiragliato di San Pietroburgo.

## Descrizione
Si trova nella parte storica di San Pietroburgo tra il fiume Mojka, il Canale Griboedov e il Canale Kryukov.
Insieme alle isole Kolomenskoye, Pokrovsky e Spassky, costituisce l'isola di Pervushin. Prima della realizzazione del canale Kryukov e del canale Griboyedov, si chiamava "Bezymyanny", in seguito questo nome fu trasferito all'isola formata dietro la Fontanka dopo la costruzione del canale Obvodny. Per qualche tempo l'isola è stata chiamata Konyushenny dal cantiere Konyushenny esistente nei pressi. Il nome moderno apparve a metà del XIX secolo e derivava dal nome della zona Kazan, i cui confini coincidevano con i confini dell'isola. La zona, a sua volta, prende il nome dalla Cattedrale di Kazan'. L'isola è lunga circa 3 km e larga fino a 0,7 km.